# Proteina di Tamm-Horsfall
L'Uromodulina, ampiamente conosciuta anche come Proteina di Tamm-Horsfall (THP), è la principale proteina presente nelle urine di un soggetto sano. Deve la sua denominazione agli scopritori Igor Tamm e Frank Horsfall nel 1952.

## Genetica
È codificata dal gene UMOD presente sul cromosoma 16 e ne esistono due isoforme conosciute. Entrambe hanno un peso molecolare di circa 68 kDa, ma nelle urine sono presenti in aggregati di alcuni milioni di Dalton.

Il gene UMOD appare alterato in patologie come la MCKD2 (Medullary Cystic Kidney Disease 2) o la FJHN (Familiar Juvenil Huricemial Nephropathy), caratterizzata da gotta, iperuricemia e insufficienza renale progressiva.

## Modello 3D
La struttura cristallina del THP è stata scoperta a gennaio 2016 da ricercatori del Karolinska Institutet, in collaborazione con gruppi dell'Istituto scientifico San Raffaele e European Synchrotron Radiation Facility.

## Funzione
L'uromodulina può agire da inibitore costitutivo della cristallizzazione del calcio nei fluidi renali. L'escrezione di uromodulina nelle urine può fornire difesa contro le infezioni del tratto urinario causate da batteri uropatogeni.
La THP è ancorata al GPI, e ne regola la fisiologia di turnover. Protegge dalla nefrolitiasi (pazienti con calcinosi renale ne hanno minori valori), e dalle infezioni, ad esempio chelando gli antigeni di alcuni microrganismi patogeni urinari. La funzione di THP non è ben compresa. Studi condotti su topi con deficit di THP hanno rivelato che il THP può avere un ruolo nella fisiologia regolatoria, fungendo da trasportatore. Un ruolo nel legame e nel sequestro batterici è suggerito da studi che dimostrano che l'Escherichia coli che esprime pili o fimbrie può essere intrappolata dalla proteina di Tamm-Horsfall attraverso i residui di mannosio delle catene laterali. Il THP può anche essere importante nella protezione dalle lesioni ai reni mediante una riduzione dell'infiammazione.
L'escrezione di uromodulina nelle urine segue la scissione proteolitica dell'ectodominio della sua controparte ancorata al glicofosfatidilinositolo che si trova sulla superficie cellulare luminale dell'ansa di Henle, dove viene sintetizzata.
Tende a precipitare quando il pH urinario diventa acido, formando cilindri urinari. Questi ultimi in base alle caratteristiche si classificano in:
- puri: appaiono come aggregati ialini.
- granulari: se associati a proteine, per ragioni che variano da patologie glomerulonefritiche (con annesse sindromi nefritiche o nefrosiche, con eventuale presenza di immunocomplessi circolanti o formatisi in loco) o a proteinuria da insufficienza renale acuta o cronica.
- oppure ematici, in presenza di globuli rossi, leucocitari, se di globuli bianchi, o epiteliali in presenza di cellule tubulari.

## Patologia
L'Escherichia coli presenta sulla sua superficie di membrana la proteina MS (mannosio sensibile), che la THP ricopre al fine di renderla non opsonizzabile e non immunogena; l'uromodulina inoltre agisce sulle fimbrie ed altre proteine di adesione batteriche intrappolandole, rappresentando così un'efficace barriera contro questa ed altre infezioni del parenchima renale e delle annesse vie urinarie. 
La fisiologia della THP appare alterata in malattie come la Nefropatia Balcanica Idiopatica, il Mieloma multiplo e la Malattia da Accumulo delle Catene Leggere (patologia il cui termine è stato recentemente sostituito con quello di "malattia da deposizione di Ig monoclonali", la malattia da catene leggere attualmente rappresenta un importante sottogruppo ma non più l'unico; tale variazione terminologica è giustificata dall'identificazione di casi con lo stesso aspetto morfologico ma causati dalla deposizione di catene pesanti o, contemporaneamente, di catene pesanti e leggere)